# Asen Karaslavov
Asen Dimitrov Karaslavov (Bulgaars: Асен  Димитров Караславов) (Plovdiv, 8 juni 1980) is een Bulgaars voormalig voetballer die voornamelijk als verdediger speelde. Hij speelde van 1999 tot en met 2013 voor achtereenvolgens Botev Plovdiv, Slavia Sofia, SpVgg Greuther Fürth en opnieuw Botev Plovdiv. Karaslavov speelde van 2004 tot en met 2006 tien interlands in het Bulgaars voetbalelftal.

## Carrière
| Seizoen | Club           | Land      | Competitie    | Wed. | Goals |
| ------- | -------------- | --------- | ------------- | ---- | ----- |
| 1999/00 | Botev Plovdiv  | Bulgarije | A Grupa       | 5    | 0     |
| 2000/01 | Botev Plovdiv  | Bulgarije | A Grupa       | 22   | 2     |
| 2001/02 | Slavia Sofia   | Bulgarije | A Grupa       | 25   | 1     |
| 2002/03 | Slavia Sofia   | Bulgarije | A Grupa       | 6    | 0     |
| 2003/04 | Slavia Sofia   | Bulgarije | A Grupa       | 27   | 1     |
| 2004/05 | Slavia Sofia   | Bulgarije | A Grupa       | 28   | 2     |
| 2005/06 | Slavia Sofia   | Bulgarije | A Grupa       | 26   | 0     |
| 2006/07 | Slavia Sofia   | Bulgarije | A Grupa       | 25   | 1     |
| 2007/08 | Greuther Fürth | Duitsland | 2. Bundesliga | 22   | 2     |
| 2008/09 | Greuther Fürth | Duitsland | 2. Bundesliga | 21   | 1     |
| 2009/10 | Greuther Fürth | Duitsland | 2. Bundesliga | 20   | 0     |
| 2010/11 | Greuther Fürth | Duitsland | 2. Bundesliga | 17   | 1     |
| 2011/12 | Greuther Fürth | Duitsland | 2. Bundesliga | 11   | 0     |
| 2012/13 | Botev Plovdiv  | Bulgarije | A Grupa       | 10   | 0     |
| Totaal  | Totaal         | Totaal    | Totaal        | 264  | 11    |

## Erelijst
SpVgg Greuther Fürth
- 2. Bundesliga

2012